# Umevatoriet

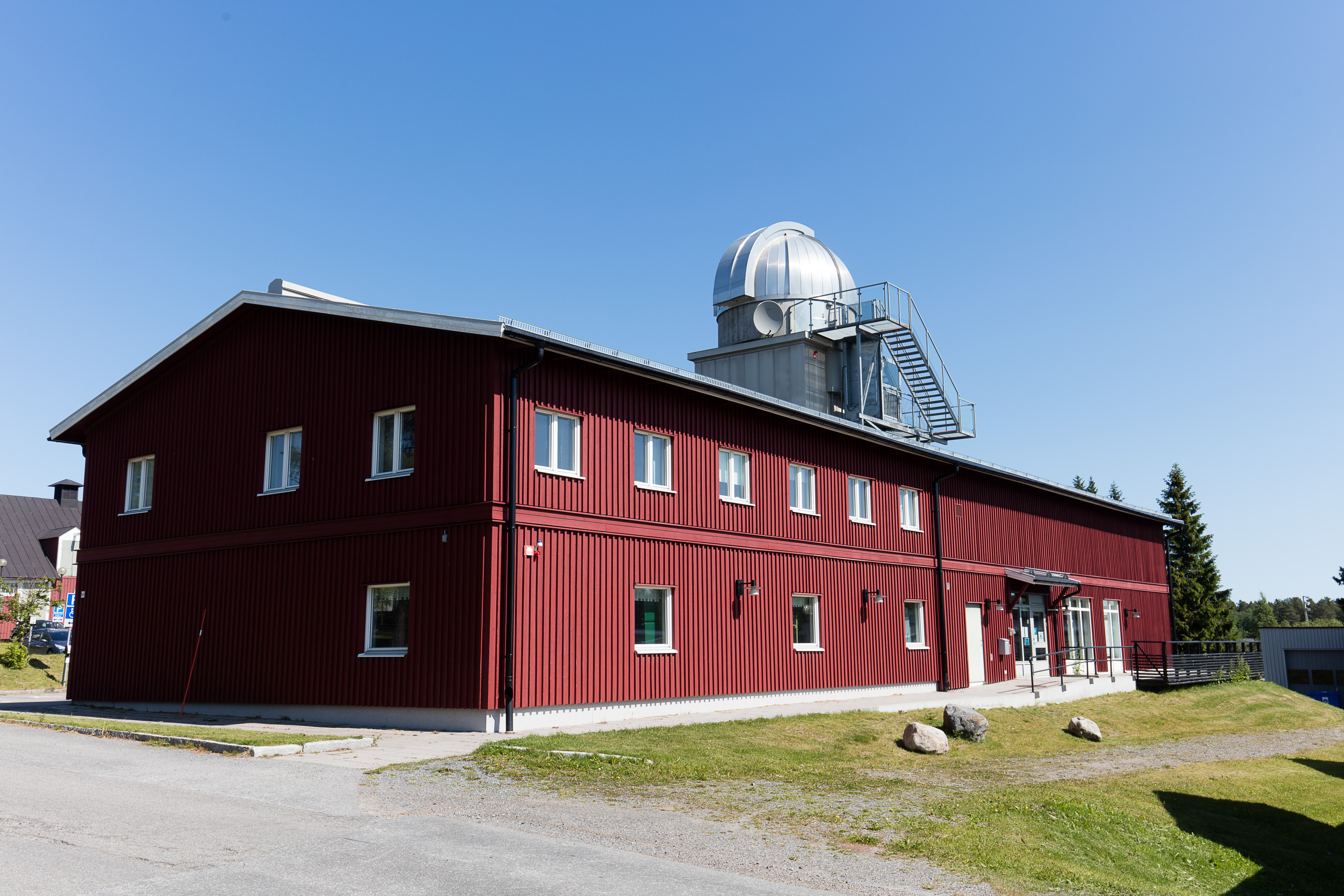
Umevatoriet.

Umevatoriet är ett publikt observatorium och planetarium i Umeå, som drivs i samarbete mellan Umeå universitet och Umeå kommun, med målsättningen att främja intresset för naturvetenskap, teknik och matematik.
Umevatoriet invigdes våren 2006 i byggnad 56 på Umestan (det tidigare regementsområdet i Umeå) och har sedan dess varit ett populärt besöksmål. Umevatoriet är en mötesplats för skolor, allmänhet, universitetet och näringslivet.
Inne i observatoriet finns bland annat ett 35-centimeters optiskt teleskop med ccd-kamera, ett solteleskop och en konstgjord stjärnhimmel – ett planetarium som gör det möjligt att visa skeenden i rymden. Öppettiderna varierar över året, men flera dagar i veckan brukar det finns personal som kan vägleda i experiment och andra aktiviteter.
Våren 2008 invigdes Umevatoriets nya del som är byggd för visningar med olika teman. 
Åren 2012–2018 har Umevatoriet varit värd för evenemangen Forskarfredag och Astronomins dag och natt Umeå. 

## Ombildning till Curiosum
Åren 2018–2020 byggdes Sliperiet vid Konstnärligt campus om för att även inkludera mycket av Umevatoriets verksamhet under namnet Curiosum.